# 炭化珪素繊維
炭化珪素繊維（たんかけいそせんい）は炭化珪素でできた繊維。

## 概要
1975年、東北大学金属材料研究所の矢島聖使が有機金属化学を専門とする林丈三郎、大森守らの協力を得て開発した。
近年、ジェットエンジンやガスタービンのように高温で高強度を要求される部品への適用が進みつつある。これは、ガスタービンのような熱機関は運転温度を高温にするほどカルノー効率が高まり燃費が改善するためである。

## 歴史
年代順
1960年代
CVD-SiC繊維の開発(Galasso) 米のもみ殻からSiCウイスカの合成
1975年
PCS-SiC繊維の開発(矢島)
1980年代
PCS-SiC繊維(Nicalon)の工業化(日本カーボン)
次世代複合材料の研究開発(1981～1989通産省工業技術院)
Si-N-C系繊維の開発(HPZ,DowCorning)
Si-Ti-C-O系 繊維(Tyranno,Lox-M)の工業化(宇部興産)
SiCN繊維の開発(FIBERAMI,Rhone-Poulenc)
超耐環境性先進複合材料 の研究開発 (1989～1997通産省工業技術院)
1990年代
低酸素SiC系 繊維(Hi-Nicalon)の開発 (原研,日本カーボン,大阪府立大学)
SiC系 焼結繊維の開発(Sylramic,Dow Corning)
超高温セラミック繊維の研究開発が活発となる
複合材料の革新的ガスジェネレータへの実用化研究(AMG)
化学量論的SiC繊維(Hi-NicalonS)の製造(日本カーボン)
SiC系 焼結繊維の開発(Tyranno SA,宇部興産)

## 製法
珪素を含有するポリカルボシランを高温で蒸し焼き(熱酸化)することにより不融化処理し、その後、1200-1500℃で焼成する。
単純に熱酸化するだけでは高温時に強度が低下するが、これは東北大学と日本原子力研究所の共同研究により不純物として混入する酸素により繊維が部分的に熱分解するためであることが解明され、不融化処理の工程に電子線などの放射線を使用して繊維内への酸素の混入を減少させる対策が導入された。
日本カーボンでは新技術開発事業団の助成を受け、原研との共同研究の後、1983年に「ニカロン」、1995年に「ハイニカロン」を量産化した。
宇部興産は東北大学との共同研究により、繊維の結晶化を抑制するためにチタンやジルコニウム等の第二金属を添加する方法を開発し、チラノ(Tyranno)繊維として製品化した。アルミニウムを含有する結晶質チラノ繊維(SAグレード)では1,800℃以上の耐熱性を持つ。チラノ繊維には耐熱グレードだけでなく、半導体グレードもある。
このほか、グンゼはエネテック総研および宇部興産とともにチラノSA繊維から炭化ケイ素繊維を連続焼成で効率よく生産する方法を開発し、Cef-NITEと名付けて量産を始めた。

## 用途
- 次世代旅客機のエンジンであるCFMインターナショナル LEAPではニカロンが使用される[7][8]。
- ディーゼルエンジンのディーゼル排気微粒子を捕集するディーゼル微粒子捕集フィルターにも使用される。
- 電磁波吸収特性を持つため、F-22やF-35等のステルス戦闘機の外皮に使われている。
- 高温でも強度が高く、熱水と反応することもないため、燃料被覆管などの軽水炉炉心材としての応用が検討されている（事故耐性燃料も参照）。
- 生産されるシリコンカーバイド繊維のほぼ全ては、セラミック複合材料の繊維強化材として使用されています。その大部分は、アルミニウム、チタン、モリブデンなどの金属基複合材料の製造に使用されています。また、航空宇宙分野で使用される高温複合材料であるSiC/SiCなど、様々なセラミック基複合材料の製造にも使用できます。[9]
- シリコンカーバイド（SiC）繊維は、航空宇宙、自動車、防衛分野で、エンジン部品や装甲などの高強度・耐熱部品に使用されています。[10]タービンや原子炉の複合材を強化したり、医療機器を改良したり、優れた熱伝導性で電子機器の機能を向上させたりします。[11][12]

## メーカー
日本発の技術であり、現在でも世界市場に占める日本企業製品のシェアは高い。
- 宇部興産 - チラノ繊維
- 日本カーボン - ニカロン、ハイニカロン
- グンゼ - Cef-NITE （チラノSA繊維を連続焼成で生産）
- ダウコーニング - Sylramic
- NGSアドバンストファイバー - 日本カーボン（50％出資）、GE（25％出資）とサフラン・グループ（25％出資）による合弁会社[13][14]。日本カーボンのライセンスを受け、アメリカの工場で初めて炭化珪素繊維を製造[14]。